# Kanton Caen-1
Kanton Caen-1 (fr. Canton de Caen-1) je francouzský kanton v departementu Calvados v regionu Normandie. Skládá se z části města Caen a obcí Bretteville-sur-Odon, Mouen, Tourville-sur-Odon a Verson.